# Áno Thorikón
Áno Thorikón är en ort i Grekland.   Den ligger i prefekturen Nomarchía Anatolikís Attikís och regionen Attika, i den sydöstra delen av landet, 40 km sydost om huvudstaden Aten. Áno Thorikón ligger 19 meter över havet och antalet invånare är 215.
Terrängen runt Áno Thorikón är kuperad åt nordväst, men åt sydost är den platt. Havet är nära Áno Thorikón österut.  Närmaste större samhälle är Lávrio, 1,5 km söder om Áno Thorikón. Omgivningarna runt Áno Thorikón är i huvudsak ett öppet busklandskap.